# Simona Quadarella
Simona Quadarella (ur. 18 grudnia 1998) – włoska pływaczka specjalizująca się w stylu dowolnym, brązowa medalistka igrzysk olimpijskich, mistrzyni świata na basenie 50-metrowym, wicemistrzyni świata na krótkim basenie, wielokrotna mistrzyni Europy i złota medalistka uniwersjady.

## Kariera pływacka
W 2017 roku na mistrzostwach świata w Budapeszcie w konkurencji 1500 m stylem dowolnym zdobyła brązowy medal, uzyskawszy czas 15:53,86. Na dystansie 800 m kraulem zajęła siódme miejsce z wynikiem 8:26,50.
W sierpniu tego samego roku podczas letniej uniwersjady w Tajpej zdobyła złote medale na 800 i 1500 metrów stylem dowolnym. Pobiła na tych dystansach rekordy uniwersjady, odpowiednio z czasem 8:20,54 oraz 15:57,90.
Na igrzyskach olimpijskich w Tokio w 2021 roku zdobyła brązowy medal na dystansie 800 m stylem dowolnym, uzyskawszy czas 8:18,35. W konkurencji 1500 m stylem dowolnym była piąta (15:53,97).